# Окружающая среда и сексуальная ориентация
Взаимосвязь между окружающей средой и сексуальной ориентацией является предметом исследования. При изучении сексуальной ориентации некоторые исследователи различают влияние окружающей среды от гормонального влияния, в то время как другие исследователи включают биологические влияния, такие как пренатальные гормоны, как часть влияния окружающей среды.
Ученые не знают точной причины сексуальной ориентации, но они предполагают, что это результат сложного взаимодействия генетических, гормональных и экологических факторов. Они не рассматривают сексуальную ориентацию как выбор.
Гипотезы о влиянии послеродовой социальной среды на сексуальную ориентацию слабы, особенно для мужчин. Нет никаких существенных доказательств того, что воспитание или опыт раннего детства влияют на сексуальную ориентацию, но исследования связывают гендерное несоответствие в детстве и гомосексуальность. 

## Сексуальная ориентация в сравнении с идентичностью сексуальной ориентации
Часто сексуальная ориентация и идентичность сексуальной ориентации исследователями не различаются, что может повлиять на точную оценку сексуальной идентичности и на то, может ли сексуальная ориентация измениться; идентичность сексуальной ориентации может меняться на протяжении всей жизни человека и может совпадать или не совпадать с биологическим полом, сексуальным поведением или фактической сексуальной ориентацией. Сексуальная ориентация стабильна и вряд ли изменится для подавляющего большинства людей, но некоторые исследования показывают, что некоторые люди могут испытывать изменения в своей сексуальной ориентации, и это более вероятно для женщин, чем для мужчин. Американская психологическая ассоциация проводит различие между сексуальной ориентацией (устойчивым влечением) и идентичностью сексуальной ориентации (которая может измениться в любой момент жизни человека). Ученые и специалисты в области психического здоровья, как правило, не считают, что сексуальная ориентация — это выбор. Американская психологическая ассоциация заявляет, что:
Сексуальная ориентация — это не выбор, который можно изменить по желанию, и что сексуальная ориентация, скорее всего, является результатом сложного взаимодействия факторов окружающей среды, когнитивных и биологических факторов ... она сформировался в раннем возрасте ... [и данные свидетельствуют о том, что] биологические, в том числе генетические или врожденные гормональные факторы, играют значительную роль в сексуальности человека.
Они говорят, что «идентичность сексуальной ориентации — не сексуальная ориентация — по-видимому, меняется с помощью психотерапии, групп поддержки, и жизненные события». Американская психиатрическая ассоциация заявляет, что люди могут «в разные моменты своей жизни осознавать, что они гетеросексуальны, геи, лесбиянки или бисексуалы», и «выступает против любого психиатрического лечения, такого как “восстановительная” или “конверсионная” терапия, которая основана на предположении, что гомосексуальность является психическим расстройством, или на основе предварительного предположения о том, что пациент должен изменить свою гомосексуальную ориентацию». Однако они поощряют гей-позитивную психотерапию.

## Пренатальная среда
Влияние гормонов на развивающийся плод было наиболее влиятельной причинно-следственной гипотезой развития сексуальной ориентации. Проще говоря, развивающийся мозг плода начинается в «женском» типичном состоянии. Наличие Y-хромосомы у мужчин стимулирует развитие семенников, которые выделяют тестостерон, основной гормон, активирующий рецепторы андрогенов, для маскулинизации плода и мозга плода. Этот «маскулинизирующий эффект» подталкивает мужчин к типичным для мужчин структурам мозга и, в большинстве случаев, к влечению к женщинам. Было выдвинуто предположение, что мужчины-геи, возможно, подвергались воздействию слишком малого количества тестостерона в ключевых областях мозга, или имели разный уровень восприимчивости к его маскулинизирующему эффекту, или испытывали колебания в критические моменты.
У женщин предполагается, что высокие уровни воздействия тестостерона в ключевых регионах могут увеличить вероятность влечения к тому же полу. Это подтверждают исследования соотношения пальцев правой руки, которое является надежным маркером пренатального воздействия тестостерона. Лесбиянки в среднем имеют значительно более мужественное соотношение пальцев, и этот вывод неоднократно повторялся в исследованиях на межкультурном уровне. В то время как прямые эффекты трудно измерить по этическим соображениям, эксперименты на животных, в которых ученые манипулируют воздействием половых гормонов во время беременности, также могут вызывать типичное для самцов поведение и рост в течение всей жизни у самок животных и типичное для самок поведение у самцов животных.
Достоверность и полезность исследований взаимосвязи между числовыми соотношениями и признаками подвергались критике, поскольку критики сочли, что исследованиям не хватает статистической значимости от умеренной до сильной. Он постоянно терпит неудачу при репликации, бесполезен в качестве прокси-переменной, и ученые сравнили это исследование с лженаукой.
Убедительно доказано, что материнские иммунные реакции во время внутриутробного развития плода вызывают мужскую гомосексуальность и бисексуальность. Исследования, проведенные с 1990-х годов, показали, что чем больше сыновей мужского пола у женщины, тем выше вероятность того, что позже родившиеся сыновья окажутся геями. Во время беременности в кровоток матери попадают мужские клетки, которые являются чужеродными для ее иммунной системы. В ответ она вырабатывает антитела, чтобы нейтрализовать их. Эти антитела затем высвобождаются у будущих плодов мужского пола и могут нейтрализовать Y-связанные антигены, которые играют роль в маскулинизации мозга, оставляя области мозга, ответственные за сексуальное влечение, в типичном для женщин положении или привлекательные для мужчин. Чем больше сыновей у матери, тем выше уровень этих антител, создавая, таким образом, наблюдаемый эффект братского порядка рождения. Биохимические доказательства, подтверждающие этот эффект, были подтверждены в лабораторном исследовании в 2017 году, в котором было обнаружено, что у матерей с сыном-геем, особенно у тех, у кого есть старшие братья, уровень антител к Y-белку NLGN4Y был выше, чем у матерей с гетеросексуальными сыновьями. Дж. Майкл Бейли описал материнские иммунные реакции как «причинную причину» мужской гомосексуальности. По оценкам, этот эффект наблюдается у 15—29 % мужчин-геев, в то время как считается, что другие геи и бисексуалы обязаны сексуальной ориентацией генетическим и гормональным взаимодействиям.
Теории социализации, которые были доминирующими в 1900-х годах, поддерживали идею о том, что дети рождаются «недифференцированными» и социализируются в соответствии с гендерными ролями и сексуальной ориентацией. Это привело к медицинским экспериментам, в ходе которых новорожденных и младенцев-мальчиков хирургическим путем превращали в девочек после несчастных случаев, таких как неудачное обрезание. Затем этих самцов вырастили и воспитали как самок, не сказав об этом мальчикам, что, вопреки ожиданиям, не сделало их женственными и не привлекло мужчин. Все опубликованные случаи, свидетельствующие о сексуальной ориентации, привели к сильному влечению к женщинам. Неудача этих экспериментов демонстрирует, что эффекты социализации не вызывают поведения женского типа у мужчин и не вызывают у них влечения к мужчинам, и что организационное воздействие гормонов на мозг плода до рождения имеет постоянные последствия. Это свидетельствует о «природе», а не о воспитании, по крайней мере, в отношении мужской сексуальной ориентации.
Сексуально диморфное ядро преоптической области (SDN-POA) является ключевой областью мозга, которая отличается у мужчин и женщин у людей и ряда млекопитающих (например, овец/баранов, мышей, крыс) и вызвана половыми различиями в воздействии гормонов. Область INAH-3 больше у мужчин, чем у женщин, и считается критической областью в сексуальном поведении. Исследования вскрытия показали, что у мужчин-геев размер INAH-3 значительно меньше, чем у гетеросексуальных мужчин, что смещено в сторону, типичную для женщин, — открытие, впервые продемонстрированное нейробиологом Саймоном Левеем. Однако исследования вскрытия проводятся редко из-за отсутствия финансирования и образцов мозга.
Долгосрочные исследования одомашненных овец показали, что 6—8 % баранов имеют гомосексуалы на протяжении всей своей жизни. Вскрытие мозга барана также обнаружило аналогичную меньшую (феминизированную) структуру у гомосексуально ориентированных баранов по сравнению с гетеросексуально ориентированными баранами в области мозга, эквивалентной SDN человека, овечьему сексуально диморфному ядру (oSDN). Также было продемонстрировано, что размер oSDN овцы формируется в внутриутробно, а не в послеродовой период, что подчеркивает роль пренатальных гормонов в маскулинизации мозга для сексуального влечения.
Другие исследования на людях основывались на технологии визуализации мозга, например, исследование под руководством Иванки Савич, в котором сравнивались полушария мозга. Это исследование показало, что у гетеросексуальных мужчин правое полушарие на 2 % больше, чем левое, что Левей описал как скромную, но «очень значительную разницу». У гетеросексуальных женщин оба полушария были одинакового размера. У мужчин-геев оба полушария также были одинакового размера или нетипичны для пола, в то время как у лесбиянок правое полушарие было немного больше, чем левое, что указывает на небольшой сдвиг в мужском направлении.
Модель, предложенная эволюционным генетиком Уильямом Р. Райсом, утверждает, что неправильно выраженный эпигенетический модификатор чувствительности или нечувствительности к тестостерону, который повлиял на развитие мозга, может объяснить гомосексуальность и может наилучшим образом объяснить диссонанс близнецов. Райс и др. предполагают, что эти эпимарки обычно нормализуют сексуальное развитие, предотвращая интерсексуальные состояния у большей части населения, но иногда не стираются из поколения в поколение и вызывают обратное сексуальное предпочтение. Исходя из эволюционной правдоподобности, Гаврилец, Фриберг и Райс утверждают, что все механизмы исключительной гомосексуальной ориентации, вероятно, восходят к их эпигенетической модели. Проверка этой гипотезы возможна с помощью современной технологии стволовых клеток. Однако эпигенетические объяснения сексуальной ориентации по-прежнему носят чисто умозрительный характер. Райс и ее коллеги говорят, что они «не могут предоставить окончательных доказательств того, что гомосексуальность имеет эпигенетическую основу». Так К. Нгун и Эрик Вилен опубликовали в 2014 году статью, в которой они оценили и подвергли критике эпигенетическую модель, предложенную Райсом и коллегами в 2012 году. Нгун и Вилен согласились с большей частью модели Райс, но не согласились с тем, что «чувствительность к андрогенам, изменяющая пол, к передаче сигналов через эпигенетические маркеры приведет к гомосексуальности у обоих полов», заявив, что нет никаких доказательств того, что однополое влечение у мужчин связано с низкой андрогенной восприимчивостью.

## Гендерное несоответствие в детстве
Исследователи обнаружили, что гендерное несоответствие в детстве (CGN) является самым большим предиктором гомосексуальности во взрослом возрасте. Мужчины-геи часто сообщают, что они женственные мальчики, а женщины-лесбиянки часто сообщают, что они мужеподобные девочки. У мужчин CGN является сильным предиктором сексуальной ориентации во взрослом возрасте, но эта взаимосвязь не так хорошо изучена у женщин. Женщины с врожденной гиперплазией надпочечников (CAH), которая влияет на выработку половых стероидов, сообщают о более типичном для мужчин игровом поведении и проявляют меньше гетеросексуального интереса. Бейли считает, что гендерное несоответствие в детстве является четким показателем того, что мужская гомосексуальность является врожденной чертой — результатом гормонов, генов и других пренатальных факторов развития. Бейли говорит, что мальчиков «наказывают гораздо больше, чем вознаграждают» за их гендерное несоответствие, и что такое поведение «возникает без поощрения и несмотря на противодействие», что делает его «непременным условием врожденности». Бейли описывает гендерно неконформных мальчиков как «детей-плакатов биологического влияния на гендер и сексуальность, и это верно независимо от того, измеряем мы один биологический маркер или нет».
В 1996 году Дэрил Бем предложил теорию, которую назвал «экзотика становится эротикой» (сокращ. ЕВЕ; англ. exotic becomes erotic). Бем утверждает, что биологические факторы, такие как пренатальные гормоны, гены и нейроанатомия, предрасполагают детей к поведению, которое не соответствует их полу, определенному при рождении. Гендерно неконформные дети часто предпочитают товарищей по играм и занятиям противоположного пола. Они становятся отчужденными от своей однополой группы сверстников. Когда дети вступают в подростковый возраст, «экзотика становится эротичной», когда непохожие и незнакомые однополые сверстники вызывают возбуждение, и общее возбуждение со временем становится эротизированным. Уэдерелл и др. заявите, что Бем «не рассматривает свою модель как абсолютное предписание для всех людей, а скорее, как модальное или усредненное объяснение».
Две критические статьи теории Бема в журнале Psychological Review пришли к выводу, что «исследования, цитируемые Бемом, и дополнительные исследования показывают, что теория «Экзотическое становится эротическим» не подтверждается научными данными». Бема критиковали за то, что он опирался на неслучайную выборку геев 1970-х годов и сделал выводы о том, что, по-видимому, противоречат исходным данным. «Изучение исходных данных показало, что практически все респонденты были знакомы с детьми обоих полов», и что только 9 % мужчин-геев сказали, что «ни один или только несколько» из их друзей не были мужчинами, а большинство мужчин-геев (74 %) сообщили, что у них был «особенно близкий друг в их однополый секс» в начальной школе. Далее: «71 % мужчин-геев сообщили, что чувствуют себя непохожими на других мальчиков, но то же самое сделали 38 % гетеросексуальных мужчин. Разница для геев больше, но все же указывает на то, что чувство отличия от однополых сверстников было обычным явлением для гетеросексуальных мужчин». Бем также признал, что у гомосексуалов чаще есть старшие братья (эффект братского порядка рождения), что, по-видимому, противоречит незнанию мужчин. Бем привел кросс-культурные исследования, которые также «по-видимому, противоречат утверждению теории EBE», например, племя самбия в Папуа-Новой Гвинее, которое отделяет мальчиков от женщин в подростковом возрасте и ритуально принуждает подростков к однополому сексу (они считают, что это важно для потенциала роста мужчин), но как только эти мальчики достигли совершеннолетия, лишь небольшая часть мужчин продолжала заниматься однополым сексом — аналогично уровням, наблюдаемым в Соединенных Штатах. Левей сказал, что, хотя теория была упорядочена в «правдоподобном порядке», теории «не хватает эмпирической поддержки». Социальный психолог Джастин Лемиллер заявил, что теория Бема получила похвалу «за то, как она органично связывает биологические и экологические влияния» и что «также есть некоторая поддержка модели в том смысле, что гендерное несоответствие в детстве действительно является одним из самых сильных предикторов гомосексуальности взрослых», но что достоверность модели «была поставлена под сомнение по многим причинам, и ученые в значительной степени отвергли ее».
В 2003 году Лорен Готтшалк, самопровозглашенная радикальная феминистка, предположила, что в связи с несоответствием пола гомосексуальности в литературе может быть предвзятость в освещении. Исследователи изучили возможность предвзятости, сравнив детские домашние видео с самоотчетами о гендерном несоответствии, обнаружив, что наличие гендерного несоответствия в значительной степени соответствовало самоотчетам, проявлялось рано и переносилось во взрослую жизнь.

## Семья и воспитание

### Общие сведения
Гипотезы о влиянии послеродовой социальной среды на сексуальную ориентацию слабы, особенно для мужчин. Нет никаких существенных доказательств того, что воспитание или опыт раннего детства влияют на сексуальную ориентацию. Исследования связали гендерное несоответствие в раннем детстве с гомосексуальностью; было замечено, что геи в среднем с раннего детства значительно более женственны, в то время как лесбиянки значительно более мужеподобны. Бисексуалы также сообщают о гендерном несоответствии в детстве, но разница не так велика, как у геев и лесбиянок. Раннее гендерное несоответствие является убедительным доказательством того, что негетеросексуальные ориентации зависят от ранних биологических факторов (генетическое влияние, пренатальные гормоны или другие факторы во время внутриутробного развития плода), поскольку это нетипичное для пола поведение проявляется, несмотря на отсутствие поощрения со стороны социального окружения или родителей. Родители и взрослые могут негативно реагировать на это гендерное несоответствие у своих детей, что приводит к более высокому уровню жестокого обращения. Ранние гипотезы предполагали, что жестокое обращение в детстве, которому подвергались некоторые негетеросексуалы, было причиной негетеросексуальной ориентации, теория, которая не была подтверждена более тщательным исследованием.

### Братский порядок рождения
С 1990-х годов большое количество исследований показало, что каждый старший биологический брат, которого мужчина имеет от одной и той же матери, увеличивает его шансы быть геем на 28—48 %. Это явление известно как эффект братского порядка рождения. Корреляция не обнаруживается у тех, у кого есть старшие приемные или сводные братья, что заставляет ученых приписывать это материнскому иммунному ответу на развивающиеся мужские зародыши, а не социальному эффекту. Было подсчитано, что от 15 % до 29 % мужчин-геев обязаны своей ориентацией этому эффекту, хотя этот показатель может быть выше, если учесть выкидыши плодов мужского пола (которые не могут быть учтены в расчетах). В 2017 году были обнаружены биохимические доказательства этого эффекта, которые показали, что матери сыновей, особенно те, у которых были сыновья-геи, имели значительно более высокие уровни антител к мужским белкам NLGN4Y, чем матери, у которых не было сыновей. Биолог Жак Бальтазар сказал, что это открытие «добавляет важную главу к растущим доказательствам, указывающим на то, что сексуальная ориентация в значительной степени зависит от пренатальных биологических механизмов, а не от неопознанных факторов социализации». Этот эффект является примером негенетического влияния на сексуальную ориентацию мужчин, происходящего в пренатальной среде. Эффект не означает, что все или большинство сыновей будут геями после нескольких мужских беременностей, скорее, вероятность рождения сына-гея увеличивается примерно с 2 % для первенца, до 3 % для второго, 5 % для третьего (и становится сильнее с каждым последовательный плод мужского пола).

## Мальчики, перенёсшие хирургические вмешательства и воспитанные как женщины
В период с 1960-х по 2000 год многие новорожденные и мальчики-младенцы были подвергнуты хирургическому вмешательству с целью удаления пениса, если они родились с деформированными пенисами или если они потеряли их в результате несчастных случаев. Многие хирурги полагали, что такие мужчины были бы счастливее, будучи социально и хирургически переназначенными женщинами. Во всех семи известных случаях, в которых содержалась информация о сексуальной ориентации, испытуемые в детстве испытывали сильное влечение к женщинам. В области психологической науки в интересах общества шесть ученых, включая Дж. Майкл Бейли утверждает, что это убедительно доказывает, что мужская сексуальная ориентация частично устанавливается до рождения:
Это результат, которого мы ожидали бы, если бы мужская сексуальная ориентация была полностью обусловлена природой, и он противоположен ожидаемому результату, если бы он был обусловлен воспитанием, и в этом случае мы ожидали бы, что ни один из этих людей не будет испытывать преимущественного влечения к женщинам. Они показывают, как трудно сорвать развитие мужской сексуальной ориентации психосоциальными средствами.
Далее они утверждают, что это поднимает вопросы о значении социальной среды для сексуальной ориентации, заявляя: «Если нельзя достоверно заставить мужчину испытывать влечение к другим мужчинам, отрезав ему пенис в младенчестве и воспитав его как девочку, то какое другое психосоциальное вмешательство могло бы правдоподобно иметь такой эффект?» Далее утверждается, что ни клоакальная экстрофия (приводящая к неправильной форме полового члена), ни хирургические несчастные случаи не связаны с аномалиями пренатальных андрогенов, таким образом, мозг этих людей был организован по-мужски при рождении. Шестеро из семи мужчин при последующем наблюдении были идентифицированы как гетеросексуальные несмотря на то, что воспитывались как женщины. Исследователи также добавили: «Имеющиеся данные указывают на то, что в таких случаях родители глубоко привержены воспитанию этих детей как девочек и в максимально типичной для пола манере». Бейли и другие учёные описывают возникновение этих изменений пола как «почти идеальный квази-эксперимент» в измерении «противостояния природы против воспитания» в отношении мужской гомосексуальности.

## Сексуальное насилие в детстве, растление или ранний опыт
Гипотеза о том, что сексуальное насилие, растление или ранний сексуальный опыт вызывают гомосексуальность, была предметом широких общественных дискуссий, но не имеет научной поддержки. Вместо этого исследования показали, что негетеросексуалы, особенно мужчины, с большей вероятностью становятся жертвами сексуального насилия в детстве из-за их несоответствующего полу поведения, которое проявляется с раннего возраста и является сильным предиктором гомосексуальности во взрослом возрасте. Поскольку это гендерное несоответствие часто делает их идентифицируемыми, они могут быть особенно восприимчивы к однополым отношениям даже в молодом возрасте, поскольку их могут распознать пожилые оппортунистические личности, или они могут стать жертвами других людей, которым не нравится гендерное несоответствие. Сексуальное насилие в детстве часто включает в себя целый ряд различных переживаний, как правило, в возрасте вплоть до 18 лет, а не только в раннем детстве. Мужчины-геи чаще вступают в отношения, не соответствующие возрасту, в подростковом возрасте из-за сокрытия своей сексуальной ориентации и отсутствия доступных партнеров, что может быть квалифицировано как сексуальное насилие, но не является доказательством «причины» их сексуальной ориентации.
Межкультурные данные также говорят против представления о том, что первый сексуальный контакт влияет на окончательную сексуальную ориентацию человека. Среди самбиа Новой Гвинеи, начиная с 7—10 лет, все мальчики обязаны вступать в ритуальные сексуальные контакты со старшими юношами в течение нескольких лет, прежде чем они получат какой-либо доступ к женщинам, однако подавляющее большинство этих мальчиков становятся гетеросексуальными мужчинами, в то время как гомосексуальная ориентация есть лишь у небольшого числа мужчин, на том же уровне, что и в западных культурах. Кроме того, долгосрочные исследования учащихся, посещавших однополые школы-интернаты, где гомосексуальное поведение встречается с повышенной частотой, показали, что у таких учащихся не больше шансов быть гомосексуалами, чем у учащихся, которые не посещали такие школы.
Гипотеза для женщин состоит в том, что сексуальное насилие вызвало бы у них отвращение к мужчинам, заставив их искать утешения с женщинами, но это каким-то образом привлекло бы мужчин к тому же полу, что было описано как противоречивое. Имеются свидетельства того, что на сексуальную ориентацию женщин могут влиять внешние или социальные факторы. Однако существует множество других факторов, которые могут исказить результаты исследований и помешать сделать какие-либо убедительные выводы. К ним относятся такие личностные черты, как уровень сговорчивости или склонность к риску, которые, как было обнаружено, усиливаются в исследованиях лесбиянок; это может сделать их более восприимчивыми к насилию. Обзорное исследование 2016 года, составленное шестью экспертами в области генетики, психологии, биологии, неврологии и эндокринологии, показало, что они отдают предпочтение биологическим теориям для объяснения сексуальной ориентации и что, по сравнению с мужчинами, «для нас (и для других) также было бы менее удивительно обнаружить, что социальная среда влияет на женскую сексуальную ориентацию и связанное с ней поведение», но «эта возможность должна быть научно подтверждена, а не предполагаться».
Андреа Робертс в своём исследовании 2013 года под названием «Влияет ли жестокое обращение с детьми на сексуальную ориентацию?» сообщила, что сексуальное насилие может затронуть мужчин, а не женщин. По словам нейробиолога Саймона Левея, разногласия возникли из-за того, что вывод опирался на необычный статистический метод, и утверждается, что она неправильно его применила. Это исследование подверглось резкой критике за необоснованные предположения в статистической инструментальной регрессии и за использование методов, обычно предназначенных для экономики. Критика Дж. Майкл Бейли и Дрю Бейли говорят, что «результаты Робертс и др. не только не подтверждают идею о том, что жестокое обращение с детьми вызывает гомосексуальность у взрослых, но и характер различий между мужчинами и женщинами противоположен тому, что следует ожидать, основываясь на более убедительных доказательствах». Бейли утверждает, что использованные Робертс инструментальные исследования, такие как регрессия и анализ, были «почти наверняка нарушены» смешивающим фактором генов, разделяемых родителями и детьми (Робертс использовала родительские черты в качестве инструментов в своем анализе, которые сильно искажены поведенческими генетическими эффектами депрессии и невротизма, которые также наследуются детьми). При контроле генетических факторов связь между сексуальным насилием и негетеросексуальностью взрослых мужчин может быть сведена к нулю. Далее, Бейли и другие учёные утверждают, что все предыдущие исследования показали, что именно сексуальная ориентация женщин, а не мужчин, может быть восприимчива к психосоциальным воздействиям, и поэтому маловероятно, что сексуальное насилие каким-то образом повлияет на сексуальную ориентацию мужчин, а не женщин, что еще раз доказывает, что их метод был неуместным и что нет доказательств того, что сексуальное насилие влияет на сексуальную ориентацию. Бейли приходит к выводу, что вывод Робертс плохо согласуется с опытом геев, которые обычно испытывают однополое влечение задолго до своего первого сексуального опыта, что есть «убедительные доказательства того, что мужская сексуальная ориентация фиксируется на ранних стадиях развития, вероятно, до рождения и, конечно, до того, как на нее могут повлиять детские невзгоды», и что «предыдущие исследования не согласуются с гипотезой о том, что детские переживания играют значительную причинно-следственную роль в сексуальной ориентации взрослых, особенно у мужчин». Относительно эволюции человека, не было представлено никакого правдоподобного механизма, объясняющего, почему мужчины реагируют на жестокое обращение, становясь гомосексуалами.
В 2016 году ЛеВей сообщил, что другая исследовательская группа обнаружила доказательства, «подтверждающие первоначальную идею» о том, что увеличение числа случаев сексуального насилия в детстве среди геев полностью связано с тем, что они стали мишенью за свое гендерно-нонконформистское поведение в детстве. Это исследование показало, что геи, бисексуалы и гетеросексуальные мужчины, которые в детстве не соответствовали своему полу, с равной вероятностью сообщали о сексуальном насилии в детстве, в то время как геи, би и гетеросексуальные мужчины, которые в детстве были типично мужественными, значительно реже сообщали о сексуальном насилии. Кроме того, значительное число гетеросексуалов подвергаются сексуальному насилию в детстве, и все же они выросли гетеросексуалами. ЛеВей приходит к выводу, что «весомость доказательств не подтверждает идею о том, что жестокое обращение с детьми является причинным фактором в развитии гомосексуальности».
Другие сбивающие с толку факторы также искажают исследования, в том числе гетеросексуалы занижают количество сообщений о жестоком обращении, что является особенно распространенной проблемой среди гетеросексуальных мужчин, в то время как негетеросексуалы с большей вероятностью честно признаются в том, что подверглись жестокому обращению, чтобы смириться со своим однополым влечением. Сексуальные меньшинства также могут быть жертвами исправительного изнасилования (или гомофобного изнасилования), преступления на почве ненависти, в котором кто-то подвергается сексуальному насилию из-за их предполагаемой сексуальной ориентации или гендерной идентичности. Обычным предполагаемым последствием изнасилования, по мнению преступника, является превращение жертвы в гетеросексуала или принуждение к соответствию гендерным стереотипам. Кроме того, исследования, основанные на удобных выборках, могут привести к более высокому уровню злоупотреблений, которые имеют ограниченную достоверность, описывая уровень злоупотреблений среди населения в целом.
Сексуальное насилие в детстве, определяемое как «сексуальный опыт со взрослым или любым другим лицом моложе 18 лет, когда индивид не хотел сексуального опыта или был слишком мал, чтобы знать, что происходит», сочетает в себе ряд различных переживаний, которые, вероятно, имеют разные причины и последствия. Это может включать в себя сексуальный опыт детей, слишком маленьких, чтобы понять, что происходит, и сексуальный опыт поздних подростков, которые понимали эти переживания, но не хотели их, а также жестокий опыт с тем же полом и с другим полом.
Американская психиатрическая ассоциация заявляет: «...не было выявлено никаких конкретных психосоциальных или семейных динамических причин гомосексуальности, включая истории сексуального насилия в детстве». Ученые, занимающиеся исследованиями сексуальной ориентации, отдают предпочтение биологическим теориям, в пользу которых накопились доказательства после многолетней неудачи продемонстрировать влияние послеродовой социальной среды на сексуальную ориентацию, и это особенно касается мужчин.

## Влияние химических соединений
Соединения окружающей среды, такие как пластификаторы (эфиры фталатов), которые являются распространенными химическими веществами окружающей среды с антиандрогенным действием, могут препятствовать половой дифференциации человеческого мозга во время внутриутробного развития. Исследователи изучают воздействие этих эндокринных разрушителей во время беременности и последующую сексуальную ориентацию потомства, хотя ученые предупреждают, что пока нельзя делать никаких выводов. Исторические записи указывают на то, что гомосексуалы присутствовали и признавались во многих временах, культурах и местах до индустриализации.
В период с 1939 по 1960 год около двух миллионов будущих матерей в Соединенных Штатах и Европе получили синтетический эстроген, известный как диэтилстильбестрол (DES), в надежде, что он предотвратит выкидыши. DES не предотвращал выкидыш, но, по сообщениям, увеличивал вероятность бисексуальности и гомосексуальности у дочерей женщин, получавших препарат.

## Влияние городской среды
В 1994 году Эдвард Лауманн, изучавший сексуальную практику в Соединенных Штатах, обнаружил, что более высокая доля людей в городах и городских условиях сообщают о гомосексуалах, чем в сельской местности. Однако авторы отмечают, что это может быть в значительной степени обусловлено миграцией, поскольку гомосексуалы переезжают в городскую среду для более широкого признания, а также потому, что города создают видимые сообщества геев и лесбиянок, особенно если они чувствуют себя ограниченными негативной стигматизацией в отношении открытой гомосексуальности в своих местных социальных сетях, друзей и семьи. Авторы также выдвинули гипотезу о том, что крупные города могут обеспечить благоприятную среду для развития и выражения однополых интересов не по преднамеренному выбору, а что окружающая среда предоставляет больше возможностей для выражения однополого влечения и меньше санкций против него.
Специалист по обработке данных Сет Стивенс-Давидовиц сообщил, что фактическая распространенность гомосексуалов, по-видимому, не различается в разных штатах США, потому что процент поисков порно в Интернете, которые предназначены для мужского гей-порно, почти одинаков во всех штатах, около 5 %. Исходя из этого, он считает, что миграция геев в города преувеличена, и говорит, что в штатах, где существует социальная стигматизация гомосексуальности, «гораздо больше геев скрывается, чем выходит».